# Eugenia magnifica
Eugenia magnifica är en myrtenväxtart som beskrevs av Antoine Frédéric Spring och Carl Friedrich Philipp von Martius. Eugenia magnifica ingår i släktet Eugenia och familjen myrtenväxter. Inga underarter finns listade i Catalogue of Life.